# Збір (лікарська форма)
Збір (лат. Species), Фіто-чай, Лікувальний чай — суміш декількох видів подрібненої або цільної лікарської сировини, іноді з додаванням лікарських засобів, для приготування напарів, настоїв та відварів, призначених для внутрішнього або зовнішнього використання.

## Приклад збору
```

Збір проносний, (
Species laxans
)
:

Rp:
  
    Foliorum Sennae 40,0 

    Natrii et Kalii tartratis 10,0 

    Fructuum Anisi 10,0 

    Fructuum Foeniculi 10,0 

    Florum Sambuci 30,0 

    Misce, fiant species. 

D.S.
 По 1 столовій ложці для отримання 200 мл відвару.

```